# Le Poison (film, 1945)
Pour les articles homonymes, voir Le Poison.
Pour plus de détails, voir Fiche technique et Distribution.
Le Poison (titre original :  The Lost Weekend), parfois intitulé Le Week-end perdu, est un film américain réalisé par Billy Wilder, sorti en 1945, d'après le roman The Lost Weekend écrit en 1944 par Charles R. Jackson. Il obtient le grand prix du Festival de Cannes 1946.

## Synopsis
Don Birnam, incapable de percer malgré des débuts d'écrivain prometteur alors qu'il était étudiant, s'est enfermé dans l'alcool. Voilà dix jours, cependant, qu'il n'a pas touché à une goutte d'alcool et il semble sur la bonne voie.
S'arrangeant pour ne pas passer le week-end à la campagne avec son frère qui l'entretient financièrement et moralement et sa petite amie, il se retrouve seul et repense à son passé souvent gâché par la bouteille. Mais il replonge et cherche par tous les moyens de l'argent pour sa consommation en tentant de mettre en gage sa machine à écrire, en volant de l'argent dans le sac à main d'une dame dans un restaurant, en mendiant de l'argent à une connaissance et un verre à un barman. Cette descente aux enfers l'emmène, après une chute, à l'hôpital où se trouvent d'autres alcooliques. Il cherche rapidement à s'en évader pour se réfugier chez lui où, durant la nuit, il est victime de delirium tremens. Sa petite amie le retrouve le lendemain en piteux état et cherche à lui venir en aide alors qu'il est sur le point de se suicider. Elle l'encourage à écrire sur ce qui lui est arrivé durant ce week-end cauchemardesque.

## Fiche technique
- Titre : Le Poison ou Le Week-end perdu
- Titre original : The Lost Week-End
- Réalisation : Billy Wilder
- Scénario : Charles Brackett et Billy Wilder, tiré d'un roman de Charles R. Jackson
- Photographie : John F. Seitz
- Montage : Doane Harrison
- Musique : Miklos Rozsa, Giuseppe Verdi (La traviata)
- Effets spéciaux : Collaborateurs divers, dont Gordon Jennings, Harry Perry et Loyal Griggs
- Producteur : Charles Brackett
- Société de production : Paramount Pictures
- Société de distribution : Paramount Pictures
- Pays de production :  États-Unis
- Format : Noir et blanc — 35 mm — 1,37:1 — Son : Mono
- Genre : Drame et film noir
- Langue : anglais
- Durée : 101 minutes
- Dates de sortie : 
  - États-Unis :
    - 16 novembre 1945 (première mondiale à Los Angeles)
    - 29 novembre 1945 (première à New York)
    - 1er décembre 1945 (sortie nationale)

  - France : septembre 1946 (Festival de Cannes), 14 février 1947 (sortie nationale)
- Affiche : Boris Grinsson (France)

## Distribution

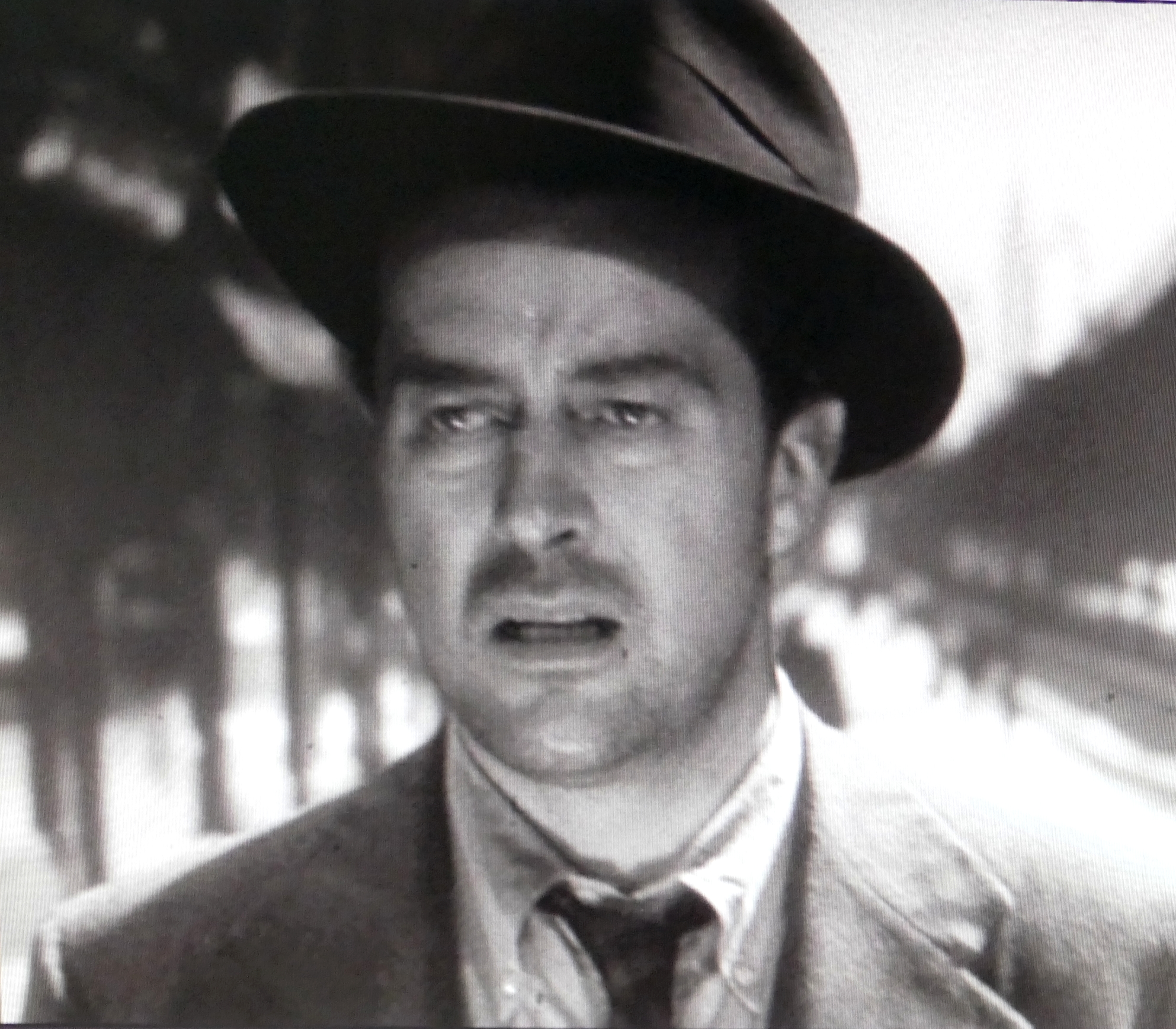
Ray Milland.

Remarque : La version DVD contient un second doublage
- Ray Milland (V.F : Jean Davy) : Don Birnam
- Jane Wyman (V.F : Claire Guibert) : Helen St. James
- Phillip Terry (V.F : Maurice Dorléac) : Wick Birnam
- Howard Da Silva (V.F : Robert Dalban) : Nat, le barman
- Doris Dowling : Gloria
- Frank Faylen (V.F : Claude Péran) : 'Bim' Nolan, l'infirmier
- Mary Young : Mme Deveridge
- Anita Sharp-Bolster : Mme Foley
- Lillian Fontaine (V.F : Henriette Marion) : Mme St. James
- Lewis L. Russell (V.F : Léon Larive) : Mr. St. James
- Frank Orth (V.F : Jean Lemarguy) : le préposé au vestiaire de l'Opéra

Acteurs non crédités
- Walter Baldwin (V.F : Georges Hubert) : l'homme venant d'Albany
- Byron Foulger : un commerçant
- Emmett Vogan : un médecin
- Ernest Whitman : l'homme noir se parlant à lui-même

## Récompenses et distinctions
Avant Marty de Delbert Mann, Parasite de Bong Joon-ho et Anora de Sean Baker, Le Poison est le premier film à avoir obtenu à la fois l'Oscar du meilleur film à Hollywood et la Palme d'or (à l'époque Grand Prix du Festival) à Cannes. 
| Année                               | Cérémonie ou récompense         | Prix                            | Lauréat(es) |
| ----------------------------------- | ------------------------------- | ------------------------------- | ----------- |
| 1945                                | National Board of Review        | Meilleur acteur                 | Ray Milland |
| 1946                                |                                 |                                 |             |
| Oscars du cinéma                    | Meilleur film                   |                                 |             |
| Oscars du cinéma                    | Meilleur réalisateur            | Billy Wilder                    |             |
| Oscars du cinéma                    | Meilleur scénario               | Billy Wilder & Charles Brackett |             |
| Oscars du cinéma                    | Meilleur acteur                 | Ray Milland                     |             |
| Golden Globes                       | Meilleur acteur                 | Ray Milland                     |             |
| Festival de Cannes                  | Palme d'or                      |                                 |             |
| Festival de Cannes                  | Prix d'interprétation masculine | Ray Milland                     |             |
| New York Film Critics Circle Awards |                                 |                                 |             |
| Meilleur film                       |                                 |                                 |             |
| Meilleur réalisateur                | Billy Wilder                    |                                 |             |
| Meilleur acteur                     | Ray Milland                     |                                 |             |

## Analyse
C'est la première fois à Hollywood qu'un film aborde l'alcoolisme sous l'angle tragique et comme une réelle maladie. Le plus souvent, l'alcoolisme est traité de façon humoristique dans les films, comme dans L'Introuvable de 1934, ou encore Indiscrétions de George Cukor, film dans lequel James Stewart « chante » Over the Rainbow ivre, ou avec un jugement moralisateur, comme lorsque Scarlett O'Hara noie ses déceptions sentimentales dans le cognac, dans Autant en emporte le vent.